# Góbio okinawano
Conhecido com góbio okinawano, góbio do coral amarelo ou góbio palhaço amarelo (Gobiodon okinawae), é uma espécie de góbio pequeno do gênero Gobiodon, pertence a família Gobiidae. Esses peixes amarelos têm corpos alongados e magros sem escamas e pequenas nadadeiras pélvicas que na verdade são ventosas. Eles podem ser vistos em meio de ramos de corais da família Acroporidae.

## Ecologia

### Aparência
Um pequeno peixe amarelo com corpo alongado e magro, não possuem escamas, suas nadadeiras pélvicas são ventosas. Possui 7 espinhos dorsais e 9 espinhos moles anais.

### Biologia
Vivem em meio de ramos de corais da família Acroporidae, algumas fêmeas possuem ovário com ovócitos vitelogênicos, indicando função feminina adulta. Os hermafroditas com ovotestis eram funcionalmente masculinos, como evidenciado pela presença de espermatozóides, ou no caso, funcionalmente femininos, julgado pela presença de oócitos vitelogênicos. Descobertas baseadas em indivíduos mantidos experimentalmente sugerem que hermafroditas adultos podem mudar a função sexual em qualquer direção.
Seu habitat natural são recifes de corais do Pacífico Ocidental.

## Distribuição
São nativos do Pacífico Ocidental, sul do Japão (Okinawa, Ryukyu e Ogasawara), Rowley Shoals e ao sul da Grande Barreira de Coral. Incluindo Palau e Marshall na Micronésia.